# Velocità della gravità
Nelle teorie classiche della gravitazione, le variazioni temporali di un campo gravitazionale si propagano. Un cambiamento nella distribuzione di energia e quantità di moto della materia provoca un conseguente cambiamento, a distanza, del campo gravitazionale che esso produce. In senso relativistico, la "velocità di gravità" si riferisce alla velocità di un'onda gravitazionale, che, come previsto dalla relatività generale e confermato dall'osservazione della GW170817 coalescenza di stelle di neutroni, coincide con la velocità della luce (c).

## Introduzione
La velocità delle onde gravitazionali secondo la teoria della relatività generale è uguale alla velocità della luce nel vuoto, c. Nel contesto della relatività speciale, la costante c non si applica solo alla luce (che fa parte delle onde elettromagnetiche). È anche la velocità massima per qualsiasi interazione in Natura. Formalmente, c permette di convertire un'unità di tempo in un'unità di spazio. Essendo invariabile, non dipende dal movimento dell'osservatore, né dal movimento della sorgente luminosa, né dal movimento della sorgente gravitazionale. Questi tre fenomeni sono causati dal gluone (vettore della forza forte), dal fotone (vettore della forza elettromagnetica) e da un ipotetico gravitone (la particella del campo associata alla gravità) che può essere caratterizzato solo da una teoria della gravità quantistica.